# Cetina (Civljane)
Pour les articles homonymes, voir Cetina (homonymie).
Cetina est une localité de Croatie située dans la municipalité de Civljane, comitat de Šibenik-Knin. Au recensement de 2001, elle comptait 123 habitants.